# Novo Horizonte (ort)
Novo Horizonte är en ort i Brasilien.   Den ligger i kommunen Novo Horizonte och delstaten São Paulo, i den södra delen av landet, 600 km söder om huvudstaden Brasília. Novo Horizonte ligger 453 meter över havet och antalet invånare är 30 158.
Terrängen runt Novo Horizonte är platt.
Omgivningarna runt Novo Horizonte är en mosaik av jordbruksmark och naturlig växtlighet. Runt Novo Horizonte är det ganska glesbefolkat, med 29 invånare per kvadratkilometer.